# Newfoundland and Labrador Route 450
Newfoundland and Labrador Route 450, afgekort Route 450 of NL-450, is een 56 km lange provinciale weg van de Canadese provincie Newfoundland en Labrador. De weg loopt van aan de zuidrand van de stad Corner Brook, aan de westkust van het eiland Newfoundland, westwaarts langsheen de zuidoever van Humber Arm. 

## Traject
Route 450 begint aan een op- en afrittencomplex van de Trans-Canada Highway, ten zuidoosten van de stad Corner Brook. Van daaruit loopt de weg 7,5 km westwaarts langsheen de zuidrand van de stad, waarop de weg naar het noorden toe draait en nog 2,5 km verdergaat in die richting. Dat 10 km lange gedeelte van de weg staat ook bekend als Lewin Parkway en is de facto een deel van ringweg van Corner Brook.
Na 10 km gaat de Lewin Parkway bij een Y-splitsing naar rechts, richting stadscentrum en met de naam Route 450A. Route 450 zelf gaat aan die splitsing naar links, richting het westen. Vanaf dat punt loopt de weg non-stop langsheen de zuidkust van Humber Arm, een lange, smalle zeearm die deel uitmaakt van de Bay of Islands. De provinciebaan doorkruist al doende de gemeenten Mount Moriah, Humber Arm South en York Harbour. Het eindpunt van Route 450 bevindt zich in de gemeente Lark Harbour, in het uiterste westen.